# محمد ناصر (إعلامي)
محمد ناصر علي (من مواليد 7 يوليو 1963 بمحافظة المنيا في مصر) هو نحات وناقد فني وشاعر وسيناريست وإعلامي مصري، ذاع صيته بعد انضمامه لقنوات معارضة للنظام المصري الحالي وذلك بعد عزل الرئيس محمد مرسي بعد مظاهرات 30 يونيو.
عرف محمد ناصر بمناهضته للنظام العسكري المصري وانتقاده اللاذع لحكومة عبد الفتاح السيسي ورغبته في إسقاطه وهو ما صرح به أكثر من مرة في عدد من برامجه التي تبث من تركيا ما عرضه لموجة من الإتهامات من قبل وسائل الإعلام المحسوبة على النظام بلغت حد المساءلة القانونية. والمطالبة بإسقاط الجنسية المصرية عنه
يقدم حاليا برنامج «مصر النهاردة» بقناة مكملين الفضائية الذي يبث من المملكة المتحدة.

## سيرته
ولد محمد ناصر في محافظة المنيا وأتم تعليمه الثانوي، والتحق بكلية الفنون الجميلة جامعة المنيا قسم نحت. بدأ حياته كعضو بفرقة أوتار مصرية مع المطرب والملحن وجيه عزيز والفنان هشام نزيه عام 1993. عمل في وزارة الثقافة المصرية، وتولى ناصر إدارة قصر ثقافة أكتوبر عام 2005، كما تولى إدارة المكتب الفني لصندوق التنمية الثقافية لأربع سنوات انتهت عام 2013، وغادر الوزارة محتجًا على تعيينه في درجة أقل من التي يستحقها.

### في السينما
شارك في مجال السينما، فقام بكتابة سيناريو وحوار فيلم كليفتي للمخرج محمد خان عام 2003، وكان من المفترض أن يقدما سويًا فيلم ستانلي، كما شارك بالتمثيل في فيلمي بنات وسط البلد وفي شقة مصر الجديدة. كما كتب عددًا من الأغنيات أشهرها «مش نظرة وابتسامة» لسيمون، وكتب للمخرجة نادين خان فيلم «هرج ومرج»، وشارك لفترات طويلة في إعداد البرامج وشارك بالتمثيل ببرنامج «حسين على الناصية» حسين الإمام.

### في الإعلام
كانت بدايته الإعلامية من خلال برنامج «يبقي أنت أكيد في مصر» الذي كان يذاع على قناة أو تي في، والذي تناول فيه قضايا المجتمع والمواطن المصري بشكل ساخر، ثم انتقل بعد ذلك إلى قناة شبكة تليفزيون المحور وقدَّم برنامج «من هنا ورايح» الذي توقف إثر خلاف مع مالك القناة حسن راتب بسبب حلقة كان ضيفها الكاتب أشرف عبد الشافي صاحب كتاب «البغاء الصحفي». ثم قدم برنامج على شبكة تليفزيون المحور أيضًا بعنوان «شيزوفرنيا» كشف فيه عن أسرار بعض الشخصيات العامة المشهورة، ولكن عقب إحدى حلقاته المثيرة عن جهاز مباحث أمن الدولة توقف البرنامج.

### معارضة النظام العسكري في مصر
عقب انقلاب 2013 في مصر اختفى محمد ناصر المشهد الإعلامي والسياسي، حتى افتتاح قناة الشرق في أبريل 2014، حيث ظهر مجددًَا على القناة، مُقدمًا أحد البرامج الحوارية الأساسية في القناة برفقة معتز مطر، ثم انتقل إلى فضائية مصر الآن التي لم تستمر في البث طويلًا وأُغلقت في سبتمبر 2015، فانتقل بعدها إلى قناة مكملين، حيث قدَّم البرنامج الحواري الرئيسي في القناة «مصر النهاردة». من خلال هذه البرامج يهاجم محمد ناصر النظام العسكري المصري وينتقد حكومة عبد الفتاح السيسي. مما أدى لتعرضه للهجوم الشديد من قبل الإعلام المصري، ورُفعت ضده الدعاوى القضائية، وحُكم عليه بأحكام غيابية، والقبض على شقيقه.

## دعاوى قضائية
- في 8 يوليو 2015، قضت محكمة جنح الدقي المصرية بحبس الإعلامي محمد ناصر علي غيابيا عشر سنوات، لاتهامه بمحاولة "قلب نظام الحكم والتحريض ضد مؤسسات الدولة، والترويج للقيام بأعمال عنف ضد رجال الجيش والشرطة.[17]

- في 5 يونيو 2016، أصدرت نفس المحكمة حكمًا غيابيًا بالسجن عامين، وكفالة 5000 جنيه مصري على الإعلامييْن محمد ناصر وزميله معتز مطر، بتهم التحريض وبث الشائعات ضد القوات المسلحة والشرطة ومؤسسات الدولة، والسخرية من عبد الفتاح السيسي.[18]
- في نوفمبر 2019، قدم المحامي المصري سمير صبري بدعوى مستعجلة، أمام محكمة القضاء الإداري، لإسقاط الجنسية المصرية عن محمد ناصر ومعتز مطر وحسام الشوربجى، وحمزة زوبع، ومدحت الحداد، وأيمن نور، ومحمد عبد العظيم البشلاوي، وأيمن أحمد عبد الغني، ويحيى حامد.[19] وأُجِلت القضية إلى 18 أبريل 2020.[20]

## أعماله

### كلمات أغاني
| سنة  | ألبوم        | أغنية                    | مغني      |
| ---- | ------------ | ------------------------ | --------- |
| 1997 | ألبوم بالليل | أغنية "نفس الاحساس"      | وجيه عزيز |
| 1997 | ألبوم بالليل | أغنية "بغيب"             | وجيه عزيز |
| 1997 | ألبوم بالليل | أغنية "ساكته ليه"        | وجيه عزيز |
| 1997 | ألبوم بالليل | أغنية "بالليل"           | وجيه عزيز |
| 1997 | ألبوم بالليل | أغنية "شوية هموم"        | وجيه عزيز |
| 1997 | ألبوم بالليل | أغنية "معرفش ليه"        | وجيه عزيز |
| 1994 | أغاني فردية  | أغنية "ماشية في حالي"    | سيمون     |
| 1996 | أغاني فردية  | أغنية "مش نظرة وابتسامة" | سيمون     |

### مؤلفات
كتاب: «اولى أول» 2001.

### مسرحيات
- 1993 : مسرحية أوبريت «تيجى تبنى بيت» [25]
- 1994 : مسرحية أوبريت «حصان خشب»[26]
- 2003 : فوازير «فرح فرح» كلمات المقدمة والنهاية.
- 2004 : مسرحية أوبريت «سوق الحواديت»[27]

### أفلام
- 1999 : فيلم «المدينة»، كلمات أغنية «زي وأنا صغير».
- 1998 : فيلم "هيستيريا كلمات أغنية "إن ماقدرتش تضحك" للراحل أحمد زكي.
- 2003 : فيلم «كليفتي» (سيناريو وحوار).
- 2003 : فيلم "عربي تعريفة كلمات أغنية الراحل علاء ولي الدين
- 2005 : فيلم «بنات وسط البلد» (ضيف شرف).
- 2006 : فيلم «آخر الدنيا» كلمات أغنية في الأول بس لهشام عباس
- 2007 : في شقة مصر الجديدة (ضيف شرف).
- 2010 : فيلم «ستانلي» (سيناريو وحوار).
- 2013 : فيلم «هرج ومرج» (سيناريو).

### برامج
- برنامج «حسين الإمام على الناصية» (إعداد فقط)
- برنامج «يبقي أنت أكيد في مصر» قناة «أو تي في» [28]
- برنامج «من هنا ورايح» «قناة المحور»
- برنامج «شيزوفرينيا» «قناة المحور»
- برنامج «عين العقل» «قناة الشعب»
- برنامج «عين العقل» «قناة الشرق»
- برنامج «من مصر» «قناة مصر الآن»
- مسلسل «سمير بونديرة» «قناة مصر الآن»
- برنامج «مصر النهاردة» «قناة مكملين»
- برنامج «حكايات مصرية» «قناة مكملين»

## جوائز
- 2014 : جائزة أحسن سيناريو عن فيلم «هرج ومرج» خلال فعاليات مهرجان المركز الكاثوليكي المصري للسينما في دورته الـ62.[29]
- 2016 : أبرز إعلامي مصري خلال استفتاء حسب شبكة "رصد" الإخبارية، حول أبرز الشخصيات والأحداث التي شغلت المصريين والعالم خلال عام 2016 بمشاركة ما يقرب من 70 ألف زائر.[30]
- 2016 : جائزة لجنة التحكيم الخاصة للمهرجان القومي للسينما المصرية في دورته الرابعة إلى محمد ناصر عن أغنيته الشهيرة «إن مقدرتش تضحك» في فيلم هيستريا عام 1998.[31]